# Desnaturação

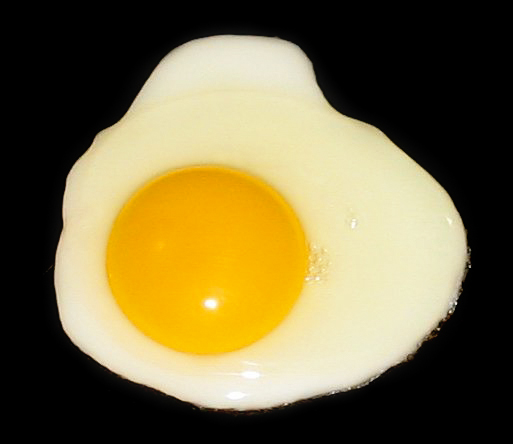
Perda da solubilidade é uma das características da albumina do ovo desnaturada pela cocção.

Desnaturação é um processo que se dá em moléculas biológicas, principalmente nas proteínas, expostas a condições diferentes àquelas em que foram produzidas, como variações de temperatura, mudanças de pH, força iônica, entre outras. A desnaturação ocorre quando a proteína perde sua estrutura secundária e/ou terciária, ou seja, o arranjo tridimensional da cadeia polipeptídica é rompido, fazendo com que, quase sempre, perca sua atividade biológica característica. Algumas proteínas desnaturadas, ao serem devolvidas para o seu meio original, podem recuperar a sua configuração espacial normal, renaturando-se. Entretanto, quando a desnaturação ocorre por elevações extremas de temperatura ou alterações muito intensas do pH, as modificações, geralmente, são irreversíveis.
Quando as proteínas sofrem desnaturação não ocorre rompimento de ligações covalentes do esqueleto da cadeia polipeptídica, preservando a seqüência de aminoácidos característica da proteína (estrutura primária).
Os fatores que causam a desnaturação, são: 
- Aumento de temperatura[1] (cada proteína suporta certa temperatura máxima, se esse limite é ultrapassado ela desnatura);
- Extremos de pH;
- Solventes orgânicos miscíveis com a água (etanol e acetona);
- Solutos (ureia);[1]
- Exposição da proteína a detergentes;
- Agitação vigorosa da solução proteica até formação abundante de espuma.

Dois exemplos simples de desnaturação ocorrem:
- Ao pingar gotas de limão no leite, o pH é alterado, causando a desnaturação das proteínas, que se precipitam na forma de coalho (Cf. queijo).
- Ao cozinhar um ovo, o calor modifica irreversivelmente a clara, que é formada pela proteína albumina e água.

A desnaturação também atinge enzimas, que realizam funções vitais no corpo. Por isso que médicos preocupam-se em baixar a febre, primeiro, para então descobrir sua causa, pois a alta temperatura pode destruir enzimas de funções vitais, como as enzimas que auxiliam no processo respiratório (transporte de substância via hemoglobina).

## Renaturação
Experimentos que demonstram a reversibilidade da desnaturação, ajudam a provar que a estrutura terciária de uma proteína globular é determinada pela sua sequência de aminoácidos. As proteínas desnaturadas retomam sua estrutura nativa e sua atividade biológica assim que sua conformação natural de estabilidade é atingida novamente. Renaturação é o nome que se dá a esse processo.
Por exemplo, uma ribonuclease purificada pode ser desnaturada pela presença de um agente redutor em solução concentrada de ureia, através da clivagem de quatro de suas oito ligações dissulfureto a resíduos de cisteína e pela desestabilização das interações hidrofóbicas causada pela ureia. A desnaturação da ribonuclease é acompanhada por uma completa perda de sua atividade catalítica. Removidos o agente redutor e a ureia, a ribonuclease desnaturada retoma sua estrutura terciária correta, dobrando-se espontaneamente, com restauração completa de sua atividade catalítica. As ligações dissulfureto são refeitas nas mesmas posições anteriores.